# بدائع الفوائد
كتاب بدائع الفوائد للشيخ ابن قيم الجوزية، يغلب على الكتاب التحقيقات اللغوية وفيه معارف دقيقة في التفسير لكتاب الله لبيان منهج الأسلوب القرآني في البيان، وفي نطاق العقيدة أبان وحسم الموقف في كثير من المشكلات، وفي الفقه تعرض لكثير من الأحكام الدقيقة المطولة مثل بيان فرضية الحج، وحسم الكلام في قضايا أصولية متعددة.

## أهمية الكتاب
ترجع أهمية الكتاب إلى:
1. أحد أكبر ما تركه المصنف في كتب اللغة وعلومها ومباحثها.
2. فوائد النقاش الذي يدرجه المؤلف، حيث اشتمل الكتاب على النقل والنقد.
3. الأسلوب الجميل في عرضه للكتاب. فلم يكن كتابًا جافًا لقواعد وأسس ونقولات، بل صاغه المؤلف بطريقة مريحة محببة. ومن ذلك قوله: (فتأمل هذا النحو ما ألطفه وأغربه وأعزه في الكتب والألسنة).[4] وقال في موضعٍ آخر: (فلينزه الفطن بصيرته في هذه الرياض المونقة المعجبة، التي ترقص القلوب لها فرحًا، ويغتذي بها عن الطعام والشراب).[5]
4. إدراجه لتفسير عددٍ كبير من آيات القرآن، وسورٍ بكاملها لبعض السور القصيرة (كسورة الكافرون، والمعوذتان). وكان يتوسع في تفسير بعضها توسعًا كبيرًا، فذكر في آية ((اهدنا الصراط المستقيم)) عشرين مسألة، كتبها في 50 صفحة تقريبًا. كما كتب 28 سؤالًا في لفظ «السلام عليكم».
5. إدراجه لعدد من القواعد الواجب اتباعها في التفسير وعلوم القرآن.
6. توسعه في مسائل الأسماء والصفات، مما جعله مرجعًا في هذا المجال.
7. نقولاته الكثيرة عن شيخه ابن تيمية. لدرجة جعلت الشيخ عبد الرحمن بن قاسم يأخذ بعض تلك النقولات والفتاوى ويضيفها في كتاب مجموع فتاوى ابن تيمية.
8. إدراجه عددًا من القواعد الفقهية والأصولية في كتابه، مما يثري حصيلة القارئ منهما.
9. يحتوي الكتاب على نقولات كثيرة من كُتب مفقودة حاليًا، مما يساهم في جمع شتات تلك الكتب، ومعرفة أسلوبها وموضوعها.

## مخطوطات الكتاب
من المخطوطات المعتمدة في طبعة دار عالم الفوائد في مكة مخطوطة كتبت سنة 793 هـ بخط محمد بن علي بن موسى بن يحيى الحمصي وهي محفوظة في المكتبة الظاهرية في دمشق.

## منهج ابن القيم في الكتاب
المنهج المتبع في الكتاب كان:
1. النقل: حيث اعتمد أساسًا في كتابه على جمع نقولات متنوعة من مصادر مختلفة تصب في ذات الموضوع.
2. التعليق والتعقيب. من تصحيحٍ لخطأ، أو إكمالٍ لنقص، أو إضافة لبحثٍ أو تبيانٍ لمجمل.... إلخ. ويستدل على هذا من أقوال كثيرة له، منها قوله: (فهذا ما في هذه المسألة المشكلة من الأسئلة والمباحث علقتها صيدًا لسوائح الخاطر فيها خشية ألا يعود).[8]
3. صياغة الكلمات والعبارات وإدراجه لرأيه بما يتوافق مع الكتاب، فهو كتاب خواطر. وكتب فيه: (فهذا ما فتح الله العظيم به من هذه الكلمات اليسيرة النزرة... من غير استعانة بتفسير، ولا تتبع لهذه الكلمات من مظانَّ توجد فيه، بل هي استملاء مما علمه الله وألهمه بفضله وكرمه...).[9]
4. الاستطراد: فمثلًا تحدث عن إن الشرطية في عدة صفحات، ساق فيها أمثلة وفوائد متنوعة.[10]
ويذكر في كتابه أن هذا الاستطراد هامٌ جدًا:
- فيكون أحيانًا لإضافة أمور ليست بأقل من أهمية الفصل فيطلب من القارئ ألا يستطيل ذلك، ومنه قوله: (ولا تستطل هذا الفصل، فإنه يُحقق لك فصولًا لا تكاد تسمعها في خلال المذكرات، ويُحصل لك قواعد وأصولًا لا تجدها في عامة المصنفات).[11]
- ويكون في أحيانٍ أخرى توسيعًا في تلك الفائدة نفسها وإكمالًا لها، كما قال: (قيل: قد تعدينا طورنا فيما نحن بصدده، ولكن نذكر الفرق تكميلًا للفائدة، فنذكر تقسيمًا جامعًا لهذه المعاني الأربعة...).[12]
- وعندما لا يكون هنالك ضرورة للاستطراد يتوقف على ما هو ضروري للموضوع نفسه. ومن ذلك قوله: (وللكلام في تقرير هذه المسألة موضعٍ آخر).[13] ولذلك يقوم في بعض الأحيان بإحالة القارئ على كتبٍ أخرى لاستيفاء تلك المواضيع.
- أحيانًا يذكر في مسألةٍ ما أنه تحدث عنها في موضعٍ آخر، وأحيانًا يضطر للإعادة، وذلك مع قيامه بإضافة ما هو مناسب للمسألة الجديدة من استدلال أو تحقيق أو تبسيط أو شرحٍ أو جانبٍ آخر. ومن تلك المسائل مسألة التفضيل بين السمع والبصر فجاءت في الصفحة 123 من المجلد الأول، وجاءت في الصفحة 1106.[14]
5. كثرة الثناء والمديح بما كُتب في الكتاب. فمنها قوله: (وهذا لا يفهمه كل أحد، ولا يدركه إلا من منحه الله فهمًا من عنده، فله الحمد والمنة).[15] وقوله: (فتدبر هذه النكتة التي لا تجدها محررة في غير هذا الموضع هكذا).[16] وقوله: (فتدبر هذا السر الذي لو لم يكن في هذا التعليق غيره لكان كافيًا).[17] فكان مقصده في هذا تنبيه القارئ أكثر إلى أهمية تلك الفوائد وندرتها ليعطيها حقها من الانتباه والعناية والحفظ.
6. التركيز على النحو واللغة على وجه الخصوص، لكنه كتب أيضًا في الفقه والتفسير وغيرها. وقال فيه السيوطي في كتاب بغية الوعاة: (بدائع الفوائد، وهو كثير الفوائد، أكثره مسائل نحوية).[18]
7. تركيزه على بعض العلماء المعروفين في كثيرٍ من نقولاته. ولتعدد جوانب الكتاب، فإن عددهم يُعد قليلًا. وهم:

أبو حفص العكبري.
القاضي أبو يعلى بن الفراء.
أبو الوفاء بن عقيل.
ابن تيمية.
أبو القاسم السهيلي.
سيبويه.

## كُتب كتبت عن بدائع الفوائد
- من الكتب التي اختصرت الكتاب:[19]

1. مختصر بدائع الفوائد، لعبد الله بن عثمان بن جامع.
2. مختصر بدائع الفوائد، لعبد الله بن عبد الرحمن أبا بطين.
3. مختصر بدائع الفوائد، لعبد الله الدويش.
4. المنتقى من بدائع الفوائد، للشيخ محمد بن صالح العثيمين.

- من الكتب التي تُعد مقتطفات من الكتاب أو قطع منه:

1. قطعة اختارها الأمير الصنعاني.
2. قطعة في المكتبة الظاهرية، كتبها إبراهيم بن محمد بن التقي المقدسي.
3. تفسير المعوذتين. أفرده محمد منير الدمشقي قديمًا.
4. تفسير الكافرون والمعوذتان، أفرده الشيخ محمد حامد الفقي.
5. ذم الحسد وأهله.
6. إرشاد القرآن والسنة إلى طريق المناظرة وتصحيحها وبيان العلل المؤثرة. وقام بإفراده وتحقيقه الدكتور أيمن الشوا.